# Categorias dos manuscritos do Novo Testamento
Os manuscritos do Novo Testamento em grego são catalogados em grupos. Seu esquema de catalogação foi introduzido em 1981 por Kurt e Barbara Aland em Der Text des Neuen Testaments. As categorias são baseadas de modo que cada manuscrito relaciona-se com vários tipos textuais.

## Descrição das categorias

### Categoria I
Essa categoria representa os mais novos e melhores manuscritos. Os papiros e unciais do século quatro e diante estão nesta categoria, os quais são manuscritos do tipo Alexandrino. Os manuscritos dessa categoria são importantes quando considerados os problemas textuais e são considerados como uma boa representação de autógrafo.

### Categoria II
Os manuscritos dessa categoria são semelhantes aos manuscritos da categoria I, e são importantes na consideração textual do autografo. Entretanto, os textos usualmente contém algumas influências estrangeiras, tal como esses se estabelecem no Texto-tipo Bizantino. Textos egípcios caem nessa categoria.

### Categoria III
Os manuscritos da categoria III são importantes para a discussão da historia das tradições textuais e uma graduação inferior para estabelecer o texto original. Os manuscritos usualmente contém leituras independentes, e tem um caráter distintivo. f1, f13 são exemplos de famílias de manuscritos que caem dentro dessa categoria. Manuscritos dessa categoria usualmente apresentam misturas ou texto-tipos variados.

### Categoria IV
Categoria IV contém os poucos manuscritos que seguem o texto do Codex Bezae (D). Estes textos são do Texto-tipo Ocidental.

### Categoria V
Bizantino e principalmente textos bizantinos caem nessa categoria.
{\displaystyle {\mathfrak {P}}}

## Distribuição dos manuscritos gregos por século e categoria[3]
Ver [Aland:159-162].
|       | I | II | III | IV                                                                   | V |
| ----- | --- | --- | --- | -------------------------------------------------------------------- | --- |
| 150   | {\displaystyle {\mathfrak {P}}}52, {\displaystyle {\mathfrak {P}}}90, {\displaystyle {\mathfrak {P}}}104 | | |                                                                      | |
| 200   | {\displaystyle {\mathfrak {P}}}32, {\displaystyle {\mathfrak {P}}}46, {\displaystyle {\mathfrak {P}}}64/67, {\displaystyle {\mathfrak {P}}}66, {\displaystyle {\mathfrak {P}}}77, 0189 | | |                                                                      | |
| 250   | {\displaystyle {\mathfrak {P}}}1, {\displaystyle {\mathfrak {P}}}4, {\displaystyle {\mathfrak {P}}}5, {\displaystyle {\mathfrak {P}}}9, {\displaystyle {\mathfrak {P}}}12, {\displaystyle {\mathfrak {P}}}15, {\displaystyle {\mathfrak {P}}}20, {\displaystyle {\mathfrak {P}}}22, {\displaystyle {\mathfrak {P}}}23, {\displaystyle {\mathfrak {P}}}27, {\displaystyle {\mathfrak {P}}}28, {\displaystyle {\mathfrak {P}}}29, {\displaystyle {\mathfrak {P}}}30, {\displaystyle {\mathfrak {P}}}39, {\displaystyle {\mathfrak {P}}}40, {\displaystyle {\mathfrak {P}}}45, {\displaystyle {\mathfrak {P}}}47, {\displaystyle {\mathfrak {P}}}49, {\displaystyle {\mathfrak {P}}}53, {\displaystyle {\mathfrak {P}}}65, {\displaystyle {\mathfrak {P}}}70, {\displaystyle {\mathfrak {P}}}75, {\displaystyle {\mathfrak {P}}}80, {\displaystyle {\mathfrak {P}}}87, 0220 | | 0212 | {\displaystyle {\mathfrak {P}}}48, {\displaystyle {\mathfrak {P}}}69 | |
| 300   | {\displaystyle {\mathfrak {P}}}13, {\displaystyle {\mathfrak {P}}}16, {\displaystyle {\mathfrak {P}}}18, {\displaystyle {\mathfrak {P}}}37, {\displaystyle {\mathfrak {P}}}72, {\displaystyle {\mathfrak {P}}}78, 0162, {\displaystyle {\mathfrak {P}}}115 | | | {\displaystyle {\mathfrak {P}}}38, 0171                              | |
| 350   | {\displaystyle {\mathfrak {P}}}10, {\displaystyle {\mathfrak {P}}}24, {\displaystyle {\mathfrak {P}}}35, 01, 03 | {\displaystyle {\mathfrak {P}}}6, {\displaystyle {\mathfrak {P}}}8, {\displaystyle {\mathfrak {P}}}17, {\displaystyle {\mathfrak {P}}}62, {\displaystyle {\mathfrak {P}}}71, {\displaystyle {\mathfrak {P}}}81, {\displaystyle {\mathfrak {P}}}86, 0185 | {\displaystyle {\mathfrak {P}}}88, 058?, 0169, 0188, 0206, 0207, 0221, 0228, 0231, 0242 |                                                                      | |
| 400   | 057 | {\displaystyle {\mathfrak {P}}}19, {\displaystyle {\mathfrak {P}}}51, {\displaystyle {\mathfrak {P}}}57, {\displaystyle {\mathfrak {P}}}82, {\displaystyle {\mathfrak {P}}}85, 0181, 0270                                                               | {\displaystyle {\mathfrak {P}}}21, {\displaystyle {\mathfrak {P}}}50, 059, 0160, 0176, 0214, 0219 |                                                                      | |
| 450   | 02 (excepto os Evangelhos), 0254 | {\displaystyle {\mathfrak {P}}}14, 04, 016, 029, 048, 077, 0172, 0173, 0175, 0201, 0240, 0244, 0274 | 02 (Evangelhos), 032, 062, 068, 069, 0163, 0165 (?), 0166, 0182, 0216, 0217, 0218, 0226, 0227, 0236, 0252, 0261 | 05                                                                   | 026, 061 |
| 500   | | {\displaystyle {\mathfrak {P}}}56, 071, 076, 088, 0232, 0247 | {\displaystyle {\mathfrak {P}}}54, {\displaystyle {\mathfrak {P}}}63, 072, 0170, 0186, 0213 |                                                                      | |
| 550   | | {\displaystyle {\mathfrak {P}}}33+58, 06, 08, 073, 081, 085, 087, 089, 091, 093 (I Pedro), 094, 0184, 0223, 0225, 0245 | {\displaystyle {\mathfrak {P}}}2, {\displaystyle {\mathfrak {P}}}36, {\displaystyle {\mathfrak {P}}}76, {\displaystyle {\mathfrak {P}}}83, {\displaystyle {\mathfrak {P}}}84, 06, 015, 035, 040, 060, 066, 067, 070, 078, 079, 082, 086, 0143, 0147, 0159, 0187, 0198, 0208, 0222, 0237, 0241, 0251, 0260, 0266 |                                                                      | 022, 023, 024, 027, 042, 043, 064, 065, 093 (Atos), 0246, 0253, 0265? |
| 600   | {\displaystyle {\mathfrak {P}}}26 | {\displaystyle {\mathfrak {P}}}43, {\displaystyle {\mathfrak {P}}}44, {\displaystyle {\mathfrak {P}}}55, 083 | {\displaystyle {\mathfrak {P}}}3, 0164, 0199 |                                                                      | |
| 650   | {\displaystyle {\mathfrak {P}}}74, 098 | {\displaystyle {\mathfrak {P}}}11, {\displaystyle {\mathfrak {P}}}31, {\displaystyle {\mathfrak {P}}}34, {\displaystyle {\mathfrak {P}}}79, 0102, 0108, 0111, 0204, 0275                                                                                | {\displaystyle {\mathfrak {P}}}59, {\displaystyle {\mathfrak {P}}}68, 096, 097, 099, 0106, 0107, 0109, 0145, 0167, 0183, 0200, 0209, 0210, 0239, 0259, 0262 |                                                                      | {\displaystyle {\mathfrak {P}}}73, 0103, 0104, 0211 |
| 700   | | {\displaystyle {\mathfrak {P}}}42, {\displaystyle {\mathfrak {P}}}61, | {\displaystyle {\mathfrak {P}}}60 |                                                                      | |
| 750   | | 019, 0101, 0114, 0156, 0205, 0234 | {\displaystyle {\mathfrak {P}}}41, 095, 0126, 0127, 0146, 0148, 0161, 0229, 0233, 0238, 0250, 0256 |                                                                      | 07, 047, 054?, 0116, 0134 |
| 800   | | 044 (Espítolas Gerais) | 044 (excepto as Espítolas Gerais) |                                                                      | |
| 850   | 33 (excepto os Evangelhos) | 010, 038, 0155, 0271, 33 (Evangelhos), 892, 2464 | 012, 025 (excepto Atos e Apocalipse), 037, 050, 0122, 0128, 0130, 0131, 0132, 0150, 0269, 565 |                                                                      | 09, 011, 013, 014, 017, 018, 020, 021, 025 (Atos e Apocalipse), 030, 031, 034, 039, 041, 045, 049, 053?, 063, 0120, 0133, 0135, 0136?, 0151, 0197, 0248, 0255, 0257, 0272, 0273?, 461 |
| 900   | | 1841 | 0115, 1424 (Marcos) |                                                                      | 1424 (excepto Marcos), 1841 |
| 950   | 1739 | 0177, 0243?, 1739, 1891, 2329 | 051, 075, 0105, 0121a, 0121b, 0140, 0141, 0249, 307, 1582, 1836, 1845, 1874, 1875, 1912, 2110, 2193, 2351 |                                                                      | 028, 033, 036, 046, 052, 056, 0142, 1874, 1891 |
| 1050  | 1175, 1243, 2344 | 81, 323, 945, 1006, 1854, 1962, 2298 | 28, 104, 181, 323, 398, 424, 431, 436, 451, 459, 623, 700, 788, 1243, 1448, 1505, 1838, 1846, 1908, 2138, 2147, 2298, 2344, 2596? |                                                                      | 103, 104, 181, 398, 431, 451, 459, 945, 1006, 1448, 1505, 1846, 1854, 2138, 2147, 2298                                                                                                |
| 1100  | | 256, 1735 | 1735, 1910 |                                                                      | 256 |
| 1150  | 1241 | 36, 610, 1611, 2050, 2127 | 1 (Evangelhos), 36, 88, 94?, 157, 326, 330, 346, 378, 543, 826, 828, 917, 983, 1071, 1241, 1319, 1359, 1542b, 1611, 1718, 1942, 2030, 2412, 2541, 2744 |                                                                      | 1 (excepto os Evangelhos), 180, 189, 330, 378, 610, 911, 917, 1010, 1241, 1319, 1359, 1542b?, 2127, 2541                                                                              |
| 1200  | | | 1573 |                                                                      | 1573 |
| 1250  | 2053, 2062 | 442, 579, 1292, 1852 | 6 (CE, Paulo), 13, 94, 180, 206, 218 (epístolas), 263, 365, 441, 614, 720, 915, 1398, 1563, 1641, 1852, 2374, 2492, 2516, 2542, 2718? |                                                                      | 6 (Evangelhos e Atos), 94?, 180, 206, 218 (excepto as epístolas), 263, 365, 597, 720, 1251?, 1292, 1398, 1642, 1852, 2374, 2400, 2492?, 2516                                          |
| 1300  | | | 1342 |                                                                      | |
| 1350  | 2427 | 1067, 1409, 1506, 1881 | 5, 209, 254, 429 (Paulo), 453, 621, 629, 630, 1523, 1534, 1678?, 1842, 1877, 2005, 2197, 2200, 2377 |                                                                      | 5?, 189, 209, 254, 429 (Paulo), 1067, 1409, 1506, 1523, 1524, 1877, 2200 |
| 1400  | | | 2495 |                                                                      | |
| 1450  | | 322 | 69, 205, 322, 467, 642, 1751, 1844, 1959, 2523, 2652 |                                                                      | 69, 181, 205, 429 (Apocalipse), 467, 642, 886, 2523, 2623, 2652? |
| 1500  | | | 61 (epístolas, Ap), 522, 918, 1704, 1884 |                                                                      | 61 (Evangelhos, Atos), 522, 918, 1704 |
| 1550- | | | 849, 2544 (Paul) |                                                                      | 2544 (excepto Paulo) |

## Número de manuscritos por século e categoria
| Século   | Categoria I | Categoria II | Categoria III | Categoria IV | Categoria V |
| -------- | ----------- | ------------ | ------------- | ------------ | ----------- |
| II       | 3           |              |               |              |             |
| II/III   | 6           |              |               |              |             |
| III      | 25          |              | 1             | 2            |             |
| III/IV   | 8           |              |               | 2            |             |
| IV       | 5           | 8            | 10            |              |             |
| IV/V     | 1           | 7            | 7             |              |             |
| V        | 2           | 16           | 19            | 1            | 2           |
| V/VI     |             | 6            | 6             |              |             |
| VI       |             | 15           | 31            |              | 12          |
| VI/VII   | 1           | 4            | 3             |              |             |
| VII      | 2           | 8            | 17            |              | 4           |
| VII/VIII |             | 2            | 1             |              |             |
| VIII     |             | 6            | 12            |              | 5           |
| VIII/IX  |             | 1            | 1             |              |             |
| IX       | 3           | 7            | 12            |              | 5           |
| IX/X     |             | 1            | 2             |              | 2           |
| X        | 1           | 5            | 18            |              | 10          |
| XI       | 3           | 7            | 24            |              | 16          |
| XI/XII   |             | 2            | 2             |              | 1           |
| XII      | 1           | 5            | 24            |              | 16          |
| XII/XIII |             |              | 1             |              | 1           |
| XIII     | 2           | 4            | 21            |              | 18          |
| XIII/XIV |             |              | 1             |              |             |
| XIV      | 1           | 4            | 17            |              | 12          |
| XIV/XV   |             |              | 1             |              |             |
| XV       |             | 1            | 11            |              | 9           |
| XVI      |             |              | 5             |              | 4           |
| XVI/XVII |             |              | 2             |              | 1           |

## Limitações
Esse tipo de classificação dá preferência ao texto-tipo alexandrino.